# بزاک
بزاک (به فرانسوی: Bazac) یک کمون (فرانسه) در فرانسه است که در شارنت واقع شده‌است. بزاک ۴٫۹۲ کیلومتر مربع مساحت دارد ۷۵ متر بالاتر از سطح دریا واقع شده‌است.